# Sátira menipea
El género sátira menipea es un tipo de sátira, por lo general en prosa, que posee una longitud y estructura similar a una novela y se caracteriza por atacar actitudes mentales en vez de individuos específicos. Otras características de la sátira menipea es que posee una naturaleza de epopeya, una narrativa fragmentada, la combinación de numerosos blancos distintos, y de un movimiento rápido entre estilos y puntos de vista. Debe su nombre al filósofo y escritor griego Menipo de Gadara.
El término es utilizado por estudiosos de la gramática y filólogos principalmente para hacer referencia a sátiras en prosa (frente a los versos de las Sátiras de Juvenal y sus imitadores). Los tipos de actitudes mentales atacadas y ridiculizadas por las sátiras menipeas son "los hombres que poseen características pedantes, intolerantes, maniáticas, entusiastas, rapaces e incompetentes," las cuales son tratadas como enfermedades del intelecto. El término sátira menipea la distingue del tipo de sátira antigua que fue desarrollada por ejemplo por Aristófanes, que se basa en ataques personales.

## En la literatura en español
En general se considera sátira menipea toda la novela picaresca. Ejemplos son el Lazarillo de Tormes o el Guzmán de Alfarache. 
También lo sería La Gatomaquia de Lope de Vega, El Criticón de Baltasar Gracián, o buena parte de las obras de Alfonso de Valdés, Francisco Santos o de Juan de Zabaleta.

## En otras lenguas
Los estudiosos contemporáneos incluido Frye consideran a las siguientes obras como sátiras menipeas:
- François Rabelais, Gargantua y Pantagruel (1564)[5]
- John Barclay, Euphormionis Satyricon (1605)[6]
- Joseph Hall, Mundus Alter et Idem (1605)[6]
- Robert Burton, La anatomía de la melancolía (1621)[7][5]
- Jonathan Swift, Cuento de una barrica y Los viajes de Gulliver
- Voltaire, Candide (1759)[5]
- Thomas Love Peacock, Nightmare Abbey (1818)[5]
- Thomas Carlyle, Sartor Resartus
- Charles Kingsley, The Water-Babies[7]
- Lewis Carroll, Alicia en el país de las maravillas[7]
- Aldous Huxley, Point Counter Point (1928)[5]
- Nikolái Gógol, Almas muertas (1842)
- James Joyce, Finnegans Wake (1939)
- Flann O'Brien, At Swim-Two-Birds (1939)
- Mijaíl Bulgákov, El Maestro y Margarita (1940)
- Thomas Pynchon, Gravity's Rainbow (1973)